# Diego Aniceto Moreno Murrieta
Diego Aniceto Moreno Murrieta (14 de abril de 1854, Real del Alamito, Trincheras, Sonora – 18 de febrero de 1936  Santa Ana Sonora), más conocido como Diego A. Moreno, fue un empresario, fundador de la Nueva Santa Ana Sonora y su Presidente Municipal en varias ocasiones.
Diego fue el segundo hijo de 10 que tuvieron Ramón Moreno Zermeño -hijo de José Moreno y Mercedes Zermeño- y Concepción Murrieta Rivera, -hija de José Antonio Murrieta Orosco, y Ángela Rivera-.   

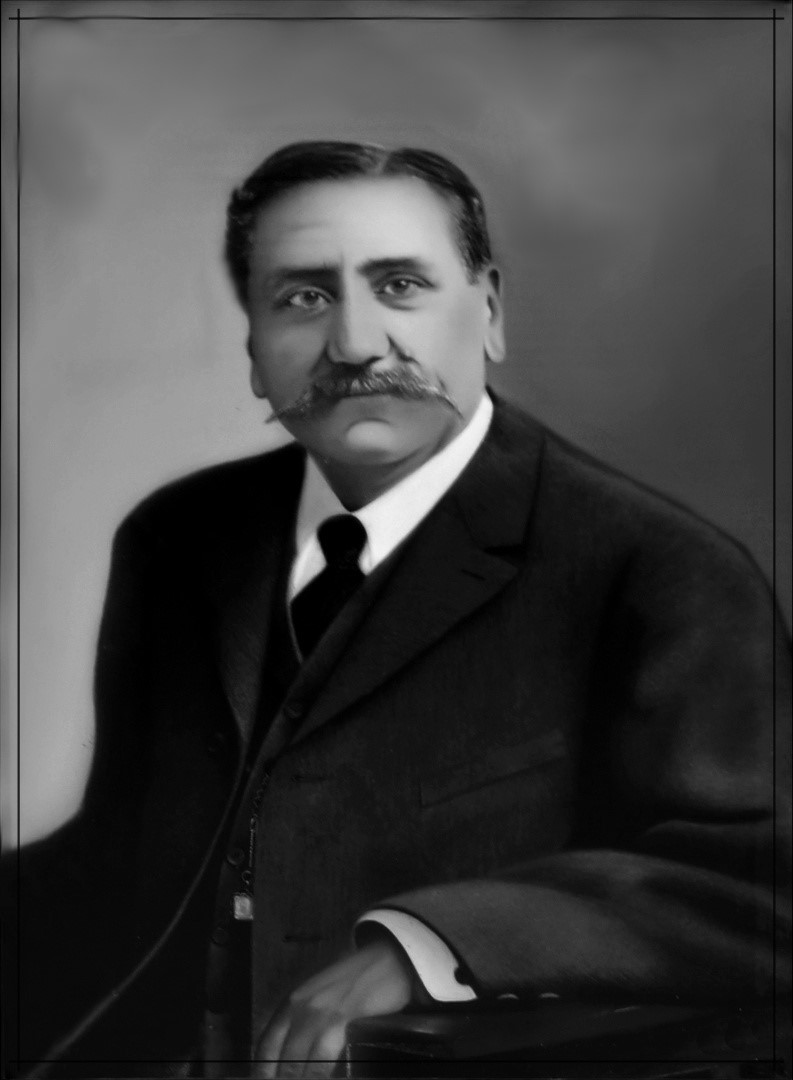
Diego Aniceto Moreno Murrieta

## Actividad económica
Diego como emprendedor, en 1870, ya dirigía la "Diligencia de Moreno". en las rutas Santa Ana - Tucson, Tucson - Altary Altar - Santa Ana. En 1881, se inauguró el tramo de ferrocarril Guaymas Hermosillo y el 25 de octubre de 1882 el tramo Hermosillo Nogales, para conectarse con el de Estados Unidos, por lo que parte del negocio de Diego se vino abajo, decidiendo entonces incursionar en la minería. En 1895, Diego A. Moreno, vecino de Santa Ana, solicitó con otras cuatro personas seis pertenencias de una concesión minera de oro y plata en la antigua explotación de “San Porfirio” de dicho municipio, y en 1889, Diego A. Moreno y otro denunciaron la mina caducada de plata de "La Valedora.”

## Actividad política
Con el inicio de operaciones del Ferrocarril de Sonora, en el tramo Hermosillo Nogales, también se iniciaron actividades del telégrafo en la nueva estación , y el contar con una nueva conexión al norte y centro del país la situación local cambió.  Al concluir la construcción del ferrocarril algunos trabajadores que habían colaborado en tal construcción, decidieron quedarse a radicar cerca de la nueva estación de ferrocarril, pues lo consideraron conveniente, ya que el centro de población anterior estaba ubicado a dos kilómetros de distancia, y al otro lado del río margen derecho del Río Magdalena, por lo cual se le nombró “Santa Ana Viejo”.
Diego visiona en 1883 la conveniencia de establecer y fundar un nuevo centro de población anexo a la terminal; por tal motivo y con recursos propios, inició el trazo de calles. La buena posición económica que gozaba, y su generosidad, inició el establecimiento de los primeros servicios públicos. Diego también construye la primera escuela primaria en el nuevo centro de población, que era para niños y niñas. Él mismo, decide sostener los gastos de la escuela. La escuela sigue desarrollando ésa actividad todavía 100 años después. Posteriormente la escuela fue denominada “Diego A. Moreno”.

Por esta razón se considera a Diego Moreno fundador del nuevo centro de población de Santa Ana Sonora. Fue Presidente Municipal de Santa Ana en varias ocasiones.  El Periódico Oficial del Gobierno del Estado de Sonora publicó el 7 de marzo de 1890, donde se le reconoce públicamente su labor:
“En la estación Santa Ana se ha llevado a cabo la construcción de una cárcel y, está próxima a terminarse la de un edificio que se destina para escuela y residencia del cuerpo municipal. Estas mejoras emprendidas por el ayuntamiento de la localidad, se deben principalmente a la iniciativa y empeño del activo presidente de aquella corporación, señor Diego A. Moreno".

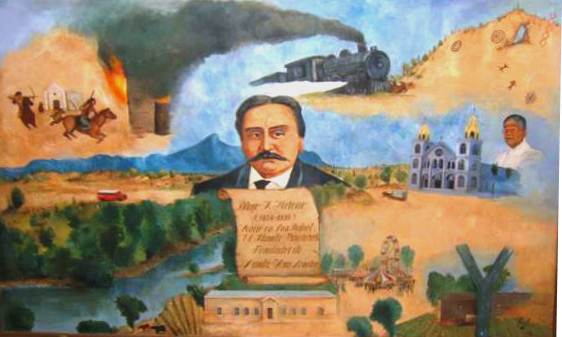
Mural de la Historia de Santa Ana y su fundador Diego A. Moreno

 El 22 de octubre de 1894 el Congreso acepta su renuncia al cargo.
Diego fue nombrado prefecto en el distrito de Altar. Este nombramiento equivalía al jefe político y militar de la región. Como tal peleó contra los indios que defendían su territorio. Llegó a tener invitaciones de parte de Ramón Corral a participar en asuntos de reelección del gobierno de Porfirio Díaz.
Diego posteriormente renuncia a su relación con el gobierno y se une a la causa de Francisco I. Madero. Se rebela contra el gobierno (el jefe de la zona militar era el general Luis Emeterio Torres) y con una fuerza de 500 rebeldes toma Pitiquito y Altar el 22 de abril de 1911, quien tomó la plaza de Pitiquito, el 29 de abril de 1911, con refuerzos del general Flores. Tras ello fue destituido por el secretario de gobierno de Alberto Cubillas.
Diego Aniceto a los 24 años de edad contrajo matrimonio con Francisca Federico Valed y tuvieron 13 hijos.

## Reconocimientos
- La escuela que fue construida por Diego, fue denominada “Diego A. Moreno”.[12]
- Una de las calles de Santa Ana recibe su nombre. (30°32′34″N 111°07′03″O / 30.5426897, -111.1174708)
- En 2016 se inicia, el "Festival Diego A. Moreno"[13]
- Un busto es colocado en el cruce de la Carretera Federal 2 a Mexicali y a Nogales.